# Il senno del poi
Il senno del poi (Hindsight) è un racconto di fantascienza di Jack Williamson, pubblicato sulla rivista Astounding Science-Fiction nel 1940 e poi raccolto nell'antologia Le grandi storie della fantascienza 2.
È stato pubblicato per la prima volta in italiano nel 1978, col titolo Costante temporale.
Ambientato nello spazio, è incentrato sul tentativo di modificare il passato per modificare le sorti di una battaglia.

## Trama
L'azione comincia in media res con l'avvicinarsi di uno scontro tra la flotta delle colonie controllate da un despota economico-politico, detto Astrarca, e la flotta terrestre. I terrestri sono reduci da molte sconfitte e quella in arrivo sembra la battaglia della definitiva vittoria dell'Astrarca. Capo degli scienziati delle colonie è uno scienziato terrestre, Brek Veronar, che aveva studiato fisica insieme al capo delle forze terrestri, Tony Grimm. Si assiste a un flash back dove si ripercorrono alcune scene della vita di studenti dei due ex amici.
L'azione torna al presente e le due flotte sono vicine allo scontro finale, che si concluderà con una salva di colpi da entrambe le parti. La flotta dell'Astrarca, governata da un dispositivo inventato da Veronar a cui devono le vittorie precedenti, si prepara a sparare i propri colpi per distruggere quella terrestre, ma un attimo prima del lancio viene meno l'energia e viene praticamente distrutta. L'Astrarca è furioso con Veronar, perché la tecnologia terrestre si è rivelata superiore.
Veronar vuole provare a ribaltare lo sorti dello scontro e utilizza a tal fine un apparecchio cubico che calcola le traiettorie causali dello spazio tempo. Attivandolo, la macchina restituisce l'immagine di venti anni prima quando, a differenza di Grimm, marinò una lezione. Evidentemente quella lezione aveva dato origine alla tecnologia che Tony Grimm aveva usato per ribaltare le sorti del conflitto. Veronar intuisce di poter modificare le linee temporali per cambiare le sorti della battaglia, ma all'ultimo minuto si pente di essere stato complice dell'Astrarca e annuncia che non tenterà una nuova azione contro le truppe della sua madre patria.